# Amtsgericht Gräfenberg
Das Amtsgericht Gräfenberg war ein von 1879 bis 1932 bestehendes bayerisches Gericht der ordentlichen Gerichtsbarkeit mit Sitz in der Stadt Gräfenberg.
Anlässlich der Einführung des Gerichtsverfassungsgesetzes am 1. Oktober 1879 wurde ein Amtsgericht in Gräfenberg errichtet. Sein Bezirk entsprach dem des aufgehobenen Landgerichts Gräfenberg. Es bestand somit aus den Gemeinden Affalterthal, Dachstadt, Dormitz, Egloffstein, Ermreuth, Gräfenberg, Großenbuch, Großengsee, Guttenburg, Hetzles, Hiltpoltstein, Hundshaupten, Igensdorf, Kappel, Kleinsendelbach, Lilling, Mittelehrenbach, Neunkirchen am Brand, Oberehrenbach, Pettensiedel, Pommer, Rödlas, Rüsselbach, Stöckach, Thuisbrunn, Walkersbrunn, Weißenohe, Wildenfels und Zaunsbach bestand. Übergeordnete Instanz war das Landgericht Nürnberg.
Mit Wirkung vom 1. Januar 1932 wurde das Amtsgericht Gräfenberg aufgehoben und von dessen Bezirk
- Mittel- und Oberehrenbach dem Amtsgericht Forchheim,
- Großengsee und Wildenfels dem Amtsgericht Lauf,
- Affalterthal, Egloffstein, Hundshaupten und Zaunsbach dem Amtsgericht Ebermannstadt,
- die übrigen Gemeinden dem Amtsgericht Erlangen zugewiesen.[3]

Das Amtsgericht war in den Räumen des ehemaligen Nürnbergischen Pflegeschlosses untergebracht, einem dreigeschossigen Satteldachbau am Kirchplatz 8. Heute ist dort die Stadtverwaltung untergebracht.